# Tarachidia tenuescens
Tarachidia tenuescens là một loài bướm đêm trong họ Noctuidae.